# Rudolf Leuzinger

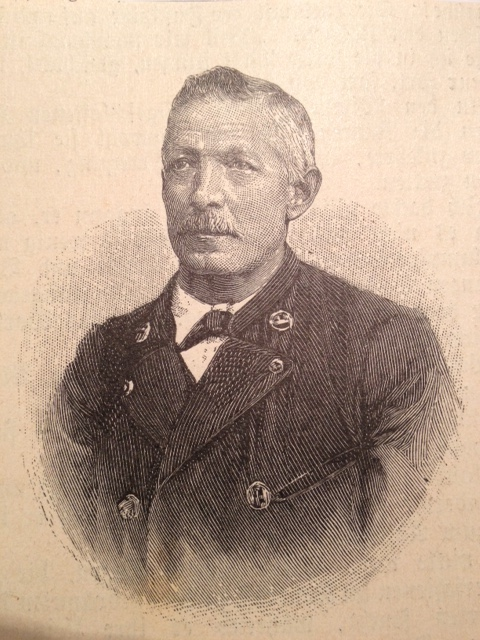
Rudolf Leuzinger (1826-1896)

Rudolf Leuzinger (Netstal, 17 december 1826 – Mollis, 11 januari 1896) was een Zwitsers cartograaf. Hij staat bekend als een van de meest productieve cartografen van Zwitserland en als een van de beste ‘vertalers’ van berglandschappen en geologische vormen. Leuzinger was daarnaast de eerste die reliëfkaarten in kleurenlithografie vervaardigde. Zijn in totaal meer dan 300 kaarten vormen een zeldzame combinatie van natuurgetrouwheid, wetenschappelijke grondigheid en kunstzinnigheid en leverden hem meerdere nationale en internationale eerbewijzen op.

## Levensloop
Rudolf Leuzinger werd geboren als zoon van meester-timmerman Jakob Leuzinger en Barbara Weber. Na op jonge leeftijd wees te zijn geworden, groeide hij op in de Linthkolonie, een onderwijsinstelling voor arme kinderen en wezen in de buurt van Ziegelbrücke, kanton Glarus. In 1851 trouwde hij met Barbara Trümpi (1828-1859) en vervolgens in 1859 met haar zuster Rosina Trümpi (1838-1910). Leuzinger overleed op 69-jarige leeftijd aan hartfalen.

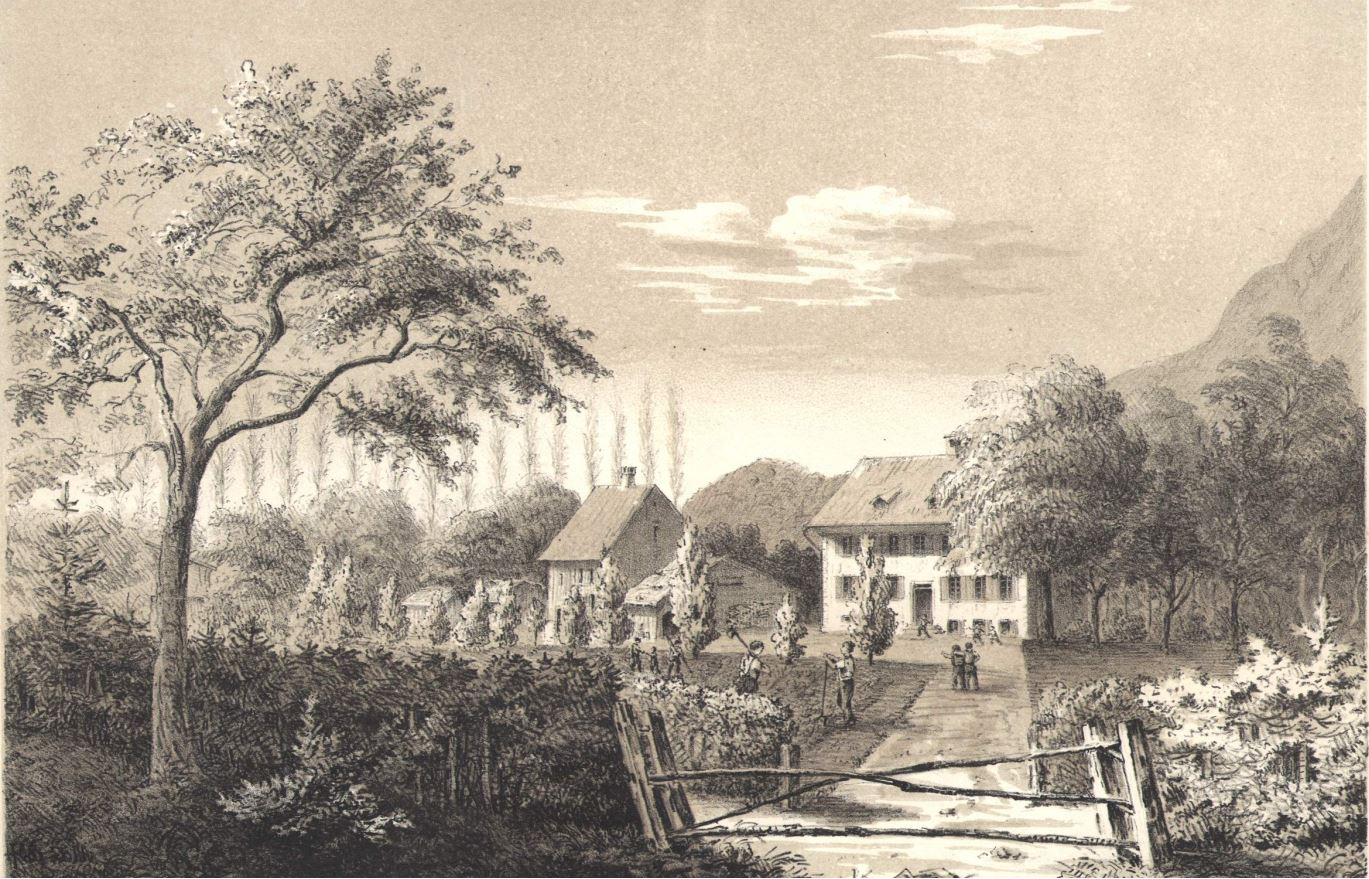
Linthkolonie, gravure door Rudolf Leuzinger uit 1857

## Werk
Na korte tijd in de leer te zijn geweest bij een steenhouwer in Wädenswil, begon Leuzinger in 1844 als leerling op de lithografische afdeling van het geografische instituut Wurster & Comp. in Winterthur dat destijds onder leiding stond van de cartograaf Jacob Melchior Ziegler. Na voltooiing van zijn opleiding werkte hij er enkele jaren als cartograaf mee aan de topografische kaarten van de kantons Sankt Gallen en Appenzell (16 bladen, 1849-1851), aan de Atlas van alle Werelddelen (1851), aan de Hypsometrische Atlas (1856) en aan de topografische kaart van het eiland Madeira (1856). Eigen werk uit die periode betreft kaarten van de kantons Sankt Gallen, Ticino, Graubünden, Glarus en Freiburg evenals een kaart van het eiland Sumbawa.

Na 15 jaar voor Wurster & Corp. gewerkt te hebben, richtte Leuzinger in 1859 in Glarus een eigen cartografisch en lithografisch instituut op. Al snel verwierf hij bekendheid vanwege zijn wetenschappelijk en technisch waardevolle producties, waaronder landkaart gravures. Zo gebeurde het dat Leutzinger in 1860 te Parijs in opdracht van keizer Napoleon III enkele landkaarten voor diens “Histoire de Jules César” mocht vervaardigen. In 1861 accepteerde hij de uitnodiging van de Berner kantonnale regering om voor het kantonale bos- en bouwdirectoraat (kantonal Forst- und Baudirektion) in Bern te komen werken. Hij ontwierp hier diverse schoolkaarten, toeristische kaarten en kaarten als bijlage bij een aantal wetenschappelijke werken. 

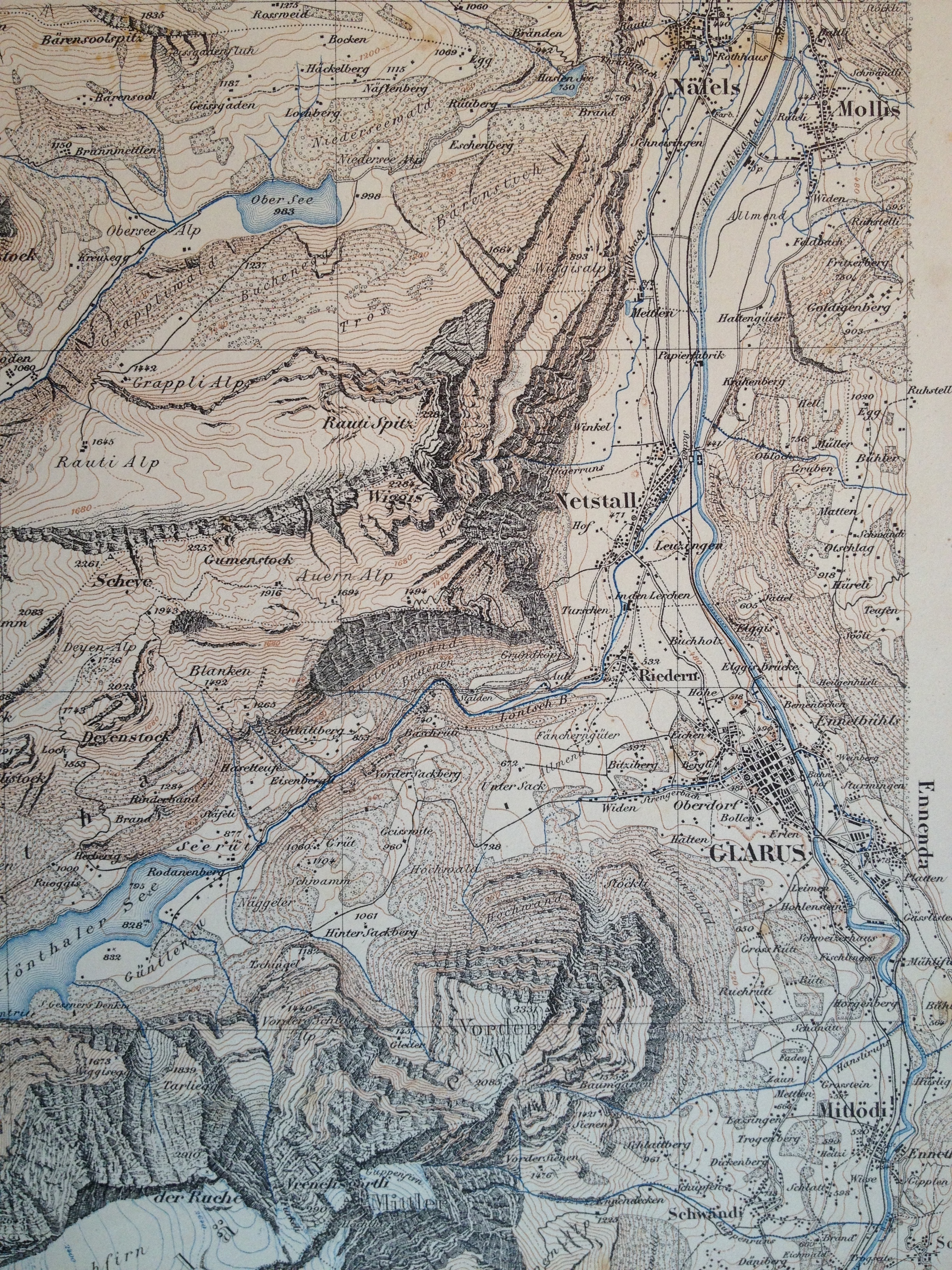
Fragment van Blad 263 "Glarus" uit de Topografische Atlas van Zwitserland - alias Siegfried-Atlas - 1e druk 1879, lithografie door Rudolf Leuzinger

Een nieuw werkveld diende zich aan toen in 1863 de net opgerichte Zwitserse Alpenclub (Schweizer Alpenclub) besloot om jaarboeken met kaartenbijlagen uit te geven. Een groot deel van deze excursiekaarten werd door Leuzinger getekend en gegraveerd en zodoende bevatte bijna elke jaargang werk van zijn hand. Doordat de excursiekaarten vaak waren gebaseerd op de oorspronkelijke landmeetkundige opnamen van het Federaal Topografisch Bureau (Eidgenössisches Topographisches Bureau), ontstond een nauwe band met deze instantie, in het bijzonder met kolonel Hermann Siegfried. Toen in 1868 het Federaal Parlement (Bundesversammlung) besloot tot uitgave van een nieuwe Topografische Atlas van Zwitserland, droeg Siegfried de opdracht voor de moeilijke gravures van het hooggebergte - naar de oorspronkelijke kaarten van Dufour en hemzelf - over aan Leuzinger. Deze vervaardigde vervolgens niet minder dan 117 monochrome gravures waarmee hij in binnen- en buitenland veel lof oogstte. Daarnaast vervaardigde hij een groot aantal andere kaarten, deels in kopergravure, deels in chromolithografie met als hoogtepunten enkele overzichtskaarten van Zwitserland, kaarten van de kantons Neuchâtel, Bern en Aargau, speciale kaarten van Centraal-Zwitserland, Berner Oberland, Grindelwald en omgeving en de berg Rigi alsmede een grote kaart van Frankrijk.

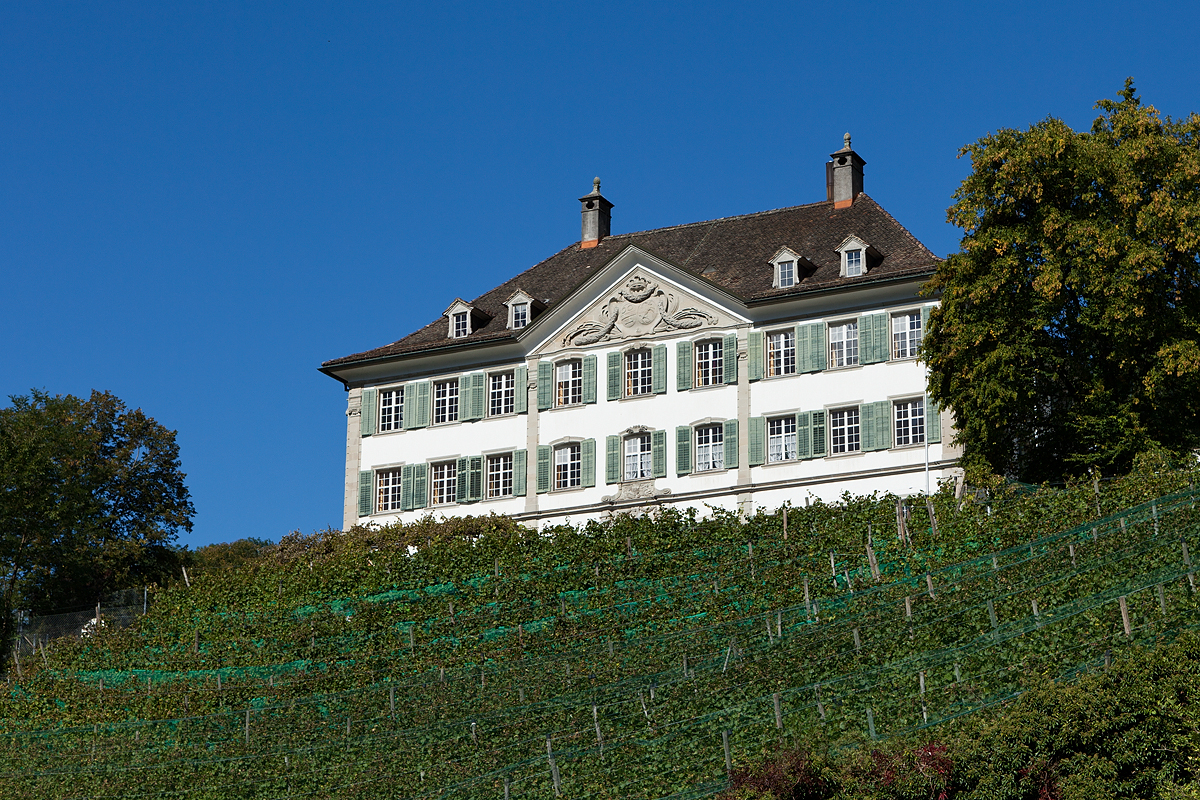
"Haltli" in Mollis

Vanaf 1881 zette hij zijn werk voort vanuit "Haltli" en vervolgens vanaf 1891 vanuit "Ober-Haltli", beide in Mollis in het kanton Glarus. Uit deze periode zijn onder andere zijn reliëfkaarten van Zwitserland, Zuid-Beieren, Tirol en Salzburg alsmede Palestina, een reiskaart van Noord-Italië, een spoorwegenkaart van Europa in 6 bladen, talrijke kleine kaarten voor Baedeker en Meyers Reisgidsen, alsmede de terreinaanduidingen op Imfelds Mont Blanc-kaart.

## Trivia
Door het huwelijk van zijn dochter Rosina Susanna in 1876 was Leuzinger de schoonvader van Eduard Alexander Rubin, de latere uitvinder van o.a. de full metal jacket munitie en de militaire Schmidt-Rubin-geweren.
- Bibsys: 7037585
- Bibliothèque nationale de France: cb153814560 (data)
- Gemeinsame Normdatei: 101865236
- Historisch woordenboek van Zwitserland: 031190
- International Standard Name Identifier: 0000 0004 3959 2680
- Library of Congress Control Number: n88155942
- Nationale Bibliotheek van Tsjechië: xx0035985
- Nationale Bibliotheek van Israël: 987009157119505171
- Nationale Bibliotheek van Polen: a0000003272256
- Nederlandse Thesaurus van Auteursnamen: 069779864
- Réseau des bibliothèques de Suisse occidentale: 02-A012376241
- Istituto Centrale per il Catalogo Unico: NAPV211503
- SIKART: 10989433
- Système universitaire de documentation: 158875974
- Virtual International Authority File: 74228898
- WorldCat: E39PBJrcg68X9TTpWm97KjpkjC